# Спасс-Барсуки
Спасс-Барсуки (встречается написание Спас-Барсуки) — упразднённая деревня Сараевского сельсовета в Альшеевском районе Башкортостана. Почтовый индекс — 452105, код ОКАТО — 80202828003, Идентификатор по базе КЛАДР: 020020000500.

## География
Находилась у р. Курсак и её притока.
Вверх по течению Курсака находился посёлок Сагадат.

### Географическое положение
Расстояние до:
- районного центра (Раевский): 30 км,
- центра сельсовета (Сараево): 7 км,
- ближайшей железнодорожной станции (Раевка): 30 км.

## История
Название — от названия от церкви и реч. Бурһык (Русско-башкирский словарь-справочник названий населенных пунктов Республики Башкортостан. — Уфа: Китап, 2001.- 320 с. С. 25).
В 1920-х гг. д. Спасс-Барсуки была известна как Ряхово, входила в Альшеевская волость, Белебеевский кантон.
Упразднеа Законом N 211-з «О внесении изменений в административно-территориальное устройство Республики Башкортостан в связи с образованием, объединением, упразднением и изменением статуса населенных пунктов, переносом административных центров» от 20 июля 2005 года.

## Демография
На 1 января 1969 года проживали 224 человека, преобладающая национальность — русские.
Население на 1 января 2002 года составляло 0 человек. 

## Топографическая карта
- Лист карты N-40-62 Раевский. Масштаб: 1 : 100 000. Состояние местности на 1983 год. Издание 1987 г.